# Tito Rubrio Nepote
Tito Rubrio Nepote (en latín Titus Rubrius Nepos) fue un senador romano que desarrolló su cursus honorum en la primera mitad del siglo I, bajo los imperios de Tiberio, Calígula y Claudio.

## Carrera política
Después de ser pretor, desde 38 a 49 desempeñó el cargo de curator aquarum, encargado de formar parte de la comisión de tres senadores, uno de rango consular y dos de rango pretorio, que se encargaban de velar por el suministro de agua a la ciudad de Roma, velando particularmente por los acueductos, los sistemas de distribución menores y las fuentes públicas.
Desconocemos porque no alcanzó el honor del consulado, pero es probable que muriera antes de poder ser promocionado a tal cargo.

## Familia y descendencia
Conocemos alguno miembros de su familia de libertos, como su ama de cría Rubria Ichmas y su secretario (Tito Rubrio) Dafno, y su hermano de leche (Tito Rubrio) Hagno, hijo de sangre de su ama de cría, quien le dedicó su epitafio en su lugar de enterramiento en Tibur, cerca de Roma.
Su hijo fue Tito Rubrio Elio Nepote, consul suffectus entre septiembre y diciembre de 79, bajo Vespasiano. 